# Sainte-Foy–Sillery–Cap-Rouge
Sainte-Foy–Sillery–Cap-Rouge – jedna z sześciu dzielnic miasta Québec. Została utworzona 1 listopada 2009 roku poprzez włączenie do dawnej dzielnicy Sainte-Foy–Sillery poddzielnic Cap-Rouge i Aéroport (stanowiących dotychczas część rozwiązanej dzielnicy Laurentien).

## Poddzielnice
Sainte-Foy–Sillery–Cap-Rouge jest podzielone na 7 poddzielnic:
- Cité-Universitaire
- Sillery
- Saint-Louis
- Du Plateau
- Pointe-de-Sainte-Foy
- Aéroport
- Cap-Rouge